# Gilbert Saboya Sunyé
Gilbert Saboya Sunyé (San Julián de Loria, 28 de julio de 1966) es un economista y político andorrano, que se desempeñó como ministro de asuntos exteriores entre 2011 y 2017, y como ministro de economía desde 2017.

## Carrera
Estudió ciencias económicas en la Universidad de Toulouse I Capitole. En 1991 comenzó su carrera en Banca Mora, desempeñando diversos cargos hasta 2009. En 2010 fundó su consultora financiera.
Entre 1994 y 1997 fue miembro del Consejo General de Andorra en representación de San Julián de Loria, presidiendo la comisión legislativa de economía.
En 2011 se unió a Demócratas por Andorra. En mayo de ese año fue designado ministro de asuntos exteriores. En mayo de 2014 se reunió con su homólogo chino Wang Yi. En su última actuación como ministro de exteriores, presentó una propuesta andorrana para mantener el status quo del tabaco dentro acuerdo de asociación con la Unión Europea (UE).
Entre noviembre de 2012 y mayo de 2013 fue presidente del Comité de Ministros del Consejo de Europa.
En marzo de 2015 ocupó interinamente la presidencia del gobierno.
En junio de 2017 fue designado al frente del nuevo ministerio de economía, competitividad e innovación. La cartera ministerial fue creada con los objetivos de finalizar las negociaciones del acuerdo de asociación entre Andorra y la UE, además de crear una nueva marca país. Durante su desempeño en el cargo llevó a cabo reformas para homologar la economía andorrana a las de la UE.
En abril de 2019 fue cesado de su cargo, ya que fue nombrado Jordi Gallardo Fernández, como nuevo ministro economía, competitividad e innovación. 